# مولی باله‌بادبانی
مولی باله‌بادبانی یا مولی سلفین (نام علمی: Poecilia latipinna) نام یک گونه از سرده ماهی مولی از خانواده رنگین‌ماهیان است.